# Corona di Napoleone Bonaparte

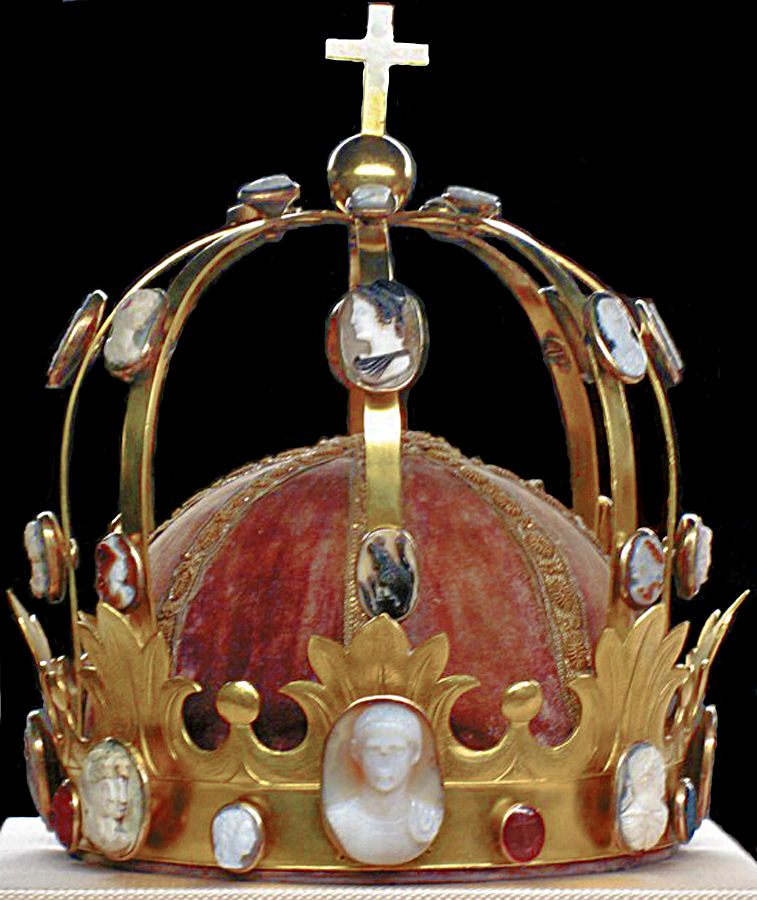
La corona di Napoleone Bonaparte.

La corona di Napoleone Bonaparte è una corona realizzata in occasione della proclamazione di Napoleone I a imperatore dei Francesi. È stata utilizzata per l'incoronazione del 2 dicembre 1804.

## Storia
La rivoluzione francese aveva portato alla distruzione della maggior parte degli antichi regali di Francia. Quando Napoleone si proclamò imperatore fece creare nuovi regali imperiali, fulcro dei quali era la corona, che lui chiamava di Carlo Magno, come quella distrutta dai giacobini un decennio prima.
L'incoronazione, che ebbe luogo non nel tradizionale luogo delle incoronazioni francesi, la Cattedrale di Reims, bensì in Notre-Dame a Parigi, vide effettivamente la presenza di due corone. Inizialmente Napoleone indossò una corona di alloro dorato come gli imperatori romani. Successivamente si pose sul capo la nuova corona.
Venne utilizzata fino alla sconfitta di Napoleone nel 1815. Il re Luigi XVIII di Francia, fratello di Luigi XVI, per differenziarsi da Napoleone decise di non farsi incoronare. Quando suo fratello Carlo divenne re, nel 1824, ripristinò la tradizione cerimonia dell'incoronazione a Reims utilizzando la corona di Luigi XV. Fu l'ultima incoronazione in Francia.
Quando Napoleone III si proclamò imperatore, nel 1852, scelse di non essere incoronato. Tuttavia venne realizzata una corona per sua moglie, l'imperatrice Eugenia.
Nel 1885, per impedire ulteriori tentativi di restaurazione, l'assemblea nazionale francese scelse di vendere la maggior parte dei regalia di Francia. Solo una manciata di corone vennero conservate per ragioni storiche, fra le quali quella di Napoleone, ora esposta al museo del Louvre di Parigi.

## Descrizione
Come era comune per le corone europee, la corona di Napoleone è composta da otto semiarchi con cammei di conchiglia e cornici intagliate che si incontrano su un globo d'oro, al di sopra del quale è posta una croce d'oro.  La corona stessa imita lo stile medievale, basandosi interamente sulle sue decorazioni in oro e del tutto priva delle decorazioni di diamanti e gioielli alla moda nelle corone realizzate più tardi nel 19º secolo.